# John Chandos

Wappen von Sir John Chandos

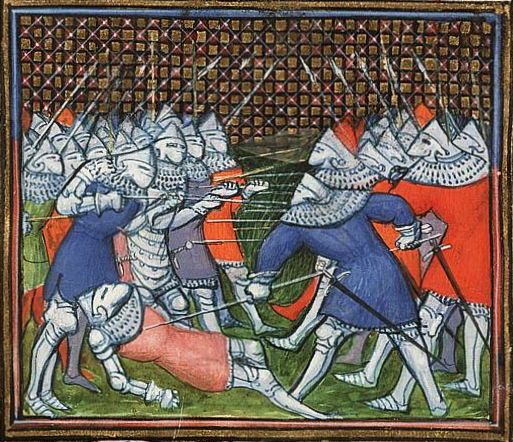
Der Tod von Sir John Chandos (Darstellung um 1410)

Sir John Chandos KG (* um 1320 in Derbyshire; † 31. Dezember 1369) war ein englischer Ritter in den Anfangsjahren des Hundertjährigen Krieges.
Er war ein enger Freund des „Schwarzen Prinzen“ Edward of Woodstock und 1348 ein Gründungsmitglied des Hosenbandordens. Im Gegensatz zu anderen Kommandeuren dieser Zeit war Chandos nicht adlig von Geburt.
Nachdem ihm die Vizegrafschaft Saint-Sauveur im Cotentin, der Titel eines Leutnants von Frankreich und englischen Vizekammerherrn verliehen wurde, wurde er 1360 Seneschall von Poitou und 1362 Connétable von Aquitanien.
Chandos war am 26. August 1346 einer der englischen Kommandanten der siegreichen Schlacht von Crécy. Als er später Edwards Generalstabschef war, arbeitete er die Strategie aus, die am 19. September 1356 den Sieg in der Schlacht von Poitiers einbrachte. Im bretonischen Erbfolgekrieg führte Chandos am 29. September 1364 die Truppen von Johann V., dem Herzog der Bretagne gegen die Franzosen in der siegreichen Schlacht von Auray an, welche die Entscheidungsschlacht des bretonischen Erbfolgekrieges war. Am 3. April 1367 nahm er unter Edward an der siegreichen Schlacht von Nájera im Ersten kastilischen Bürgerkrieg teil. Vor Beginn der Schlacht hatte Edward ihn zum Knight Banneret geschlagen. Später hatte er Meinungsverschiedenheiten mit Edward darüber, wie hoch Aquitanien zu besteuern sei, und zog sich auf seinen Besitz in der Normandie zurück.
Im Jahr 1369 starteten die Franzosen einen erfolgreichen Gegenschlag und rangen den Engländern Territorium ab. Edward sah sich gezwungen Chandos zurückzubeordern.
Chandos wurde in einem nächtlichen Scharmützel gegen die Franzosen in Lussac-les-Châteaux in Poitou schwer verwundet. Als Chandos über seine Robe stolperte und auf dem frostig-glatten Boden ausrutschte, stach ihm ein Edelknecht mit dem Namen James de St. Martin ins Gesicht. Er wurde auf die Burg von Morthemer gebracht, wo er seiner Verletzung am 31. Dezember 1369 erlag. Die Berichte seines Herolds sind eine wertvolle Quelle für die zeitgenössischen Ereignisse.